# Alan symphony 2014
『alan symphony 2014』（アラン シンフォニー 2014）は、チベット族中国人女性歌手alanの日本における5thコンサート。2014年12月20日開催。本項ではその3rdライブ映像DVDについても記載する。ライブDVDは2015年3月31日にアークプロダクションより発売される。

## 概要
会場は日本青年館大ホール。この1月前にも、中国成都市にて、ライブ『阿兰2014全球巡回演唱会成都站』が開催された。
昼公演の名称は『alan symphony 2014 〜asian future〜』、夜公演の名称は『alan symphony 2014 〜longing future〜』。それぞれゲストがおり、ゲストは昼公演が神田沙也加、夜公演が張瑋。

## 歌唱曲
1. alan symphony 〜metamorphose〜
2. 明日への讃歌 (オーケストラ版) - 昼公演は中国語歌詞、夜公演は日本語歌詞
3. RED CLIFF〜心・戦〜 - 昼公演は中国語歌詞、夜公演は日本語歌詞
4. ひとつ
5. 幸せの鐘 - 昼公演は中国語歌詞、夜公演は日本語歌詞
6. 相依 - ライブ DVD には収録なし
7. 青藏高原
8. ゲストとの歌唱
  1. 昼公演（神田沙也加）
    1. 風の手紙
    2. Together - ライブ DVD には収録なし

  2. 夜公演（張瑋）
    1. High歌 - ライブ DVD には収録なし
    2. Home - ライブ DVD には収録なし
9. BALLAD 〜名もなき恋のうた〜
10. 久遠の河
11. 群青の谷
12. My Heart Will Go On - ライブ DVD には収録なし
13. my life
14. 道標
15. みんなでね 〜PANDA with Candy BEAR's〜
16. 懐かしい未来〜longing future〜

特典映像
1. alan MC（with 張瑋）

『道標』以降はアンコール。ライブ DVD において、『風の手紙』のみ昼公演を収録し、それ以外は夜公演を収録。

## 参照
1. ↑  alan 『alan symphony 2014』LIVE DVD
2. ↑  【alan】LIVE DVD「alan symphony 2014」収録内容決定のご案内 | 株式会社アークプロダクション | arck production inc.